# Бакарі Уатара
Бакарі Уатара (*д/н — бл. 1833) — фагама (володар) держави Конг у 1813—1833 роках.

## Життєпис
Відомостей про нього обмаль. Приблизно в 1810-х роках став фагамою. Намагався відновити єдність держави, виступивши проти місцевих напівнзалежних володарів. Заклав основи відродження військової й політичної потуги.
Також відновив практику зовнішніх походів, атакувавши племена діа на півночі та державу Кенедугу. Загинув в одному зі своїх походів. Спадкував йому Каракара Уатара.